# Daniel Barral
Daniel Barral, nascido em Vigo no ano de1997, é um escritor galego. Cursou estudos superiores de Filosofia na Universidade de Barcelona e na Universidade Autónoma de Madrid.

## Trajetória
Em 2014 venceu no certame Xuventude Crea da Junta da Galiza na modalidade de relato breve. Em 2018 recebeu o premio de poesia da Associaçom Cultural O Facho com Dialética. Em 2019 ganhou o Certame Manuel Murguía de narrações breves com o relato A casa das Castrouteiro.
Traduziu ao catalão o livro de poesia infantil Soleando, de An Alfaya e Imma de Batlle (Solejant, Llibres dele Segle, 2021).

## Obras

### Poesia
- Dialética, 2018. (Medulia) ISBN 978-84-948102-4-4

### Tradução
- Solejant, de An Alfaya e Imma de Batlle (Llibres del Segle, 2021). Ao catalão.

## Prémios
- Premio Xuventude Crea 2014, especialidade de relato breve.
- Premio de poesia da Associaçom Cultural O Facho 2018.

- Certame Manuel Murguía de narração breve em 2019, por A casa das Castrouteiro.
- VII Certame Literario Mazarelos da Universidade de Santiago de Compostela em 2021.[5]